# تولید در مقیاس کوچک

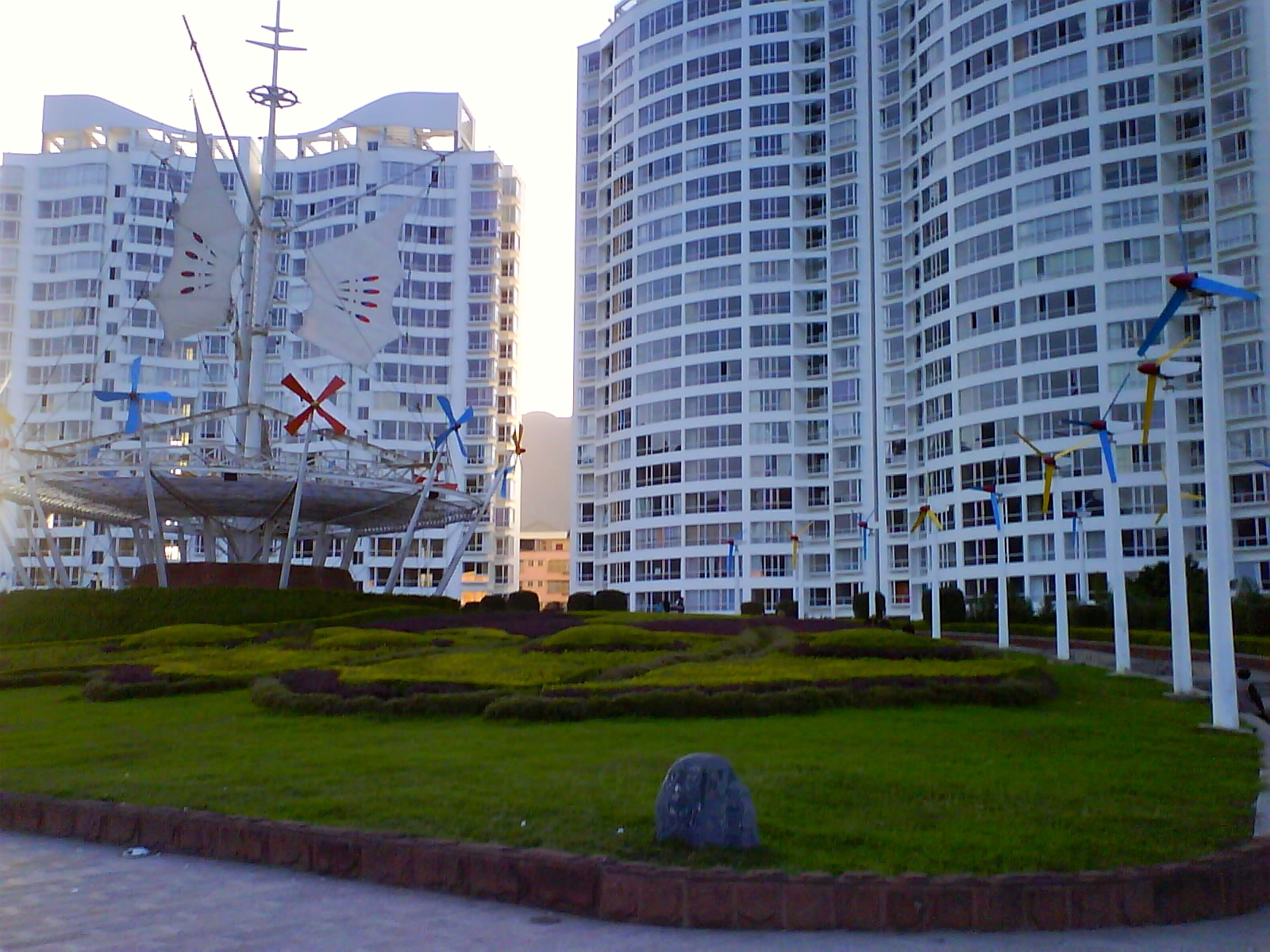
توربین بادی کوچک

تولید در مقیاس کوچک (انگلیسی: Microgeneration) به معنی تولید برق و حرارت در مقیاس کوچک به وسیله سرمایه‌گذاران، شرکت‌ها و اجتماعات کوچک برای برآورده کردن نیازهای آن‌ها می‌باشد.